# Amphinemura amatulai
Amphinemura amatulai är en bäcksländeart som beskrevs av Aubert 1967. Amphinemura amatulai ingår i släktet Amphinemura och familjen kryssbäcksländor. Inga underarter finns listade i Catalogue of Life.